# Generalmajor

Insignia del ejército.

Generalmajor, abreviado GenMaj, (en español: Mayor General) es un rango de oficial general en muchos países, y es equivalente y traducido como Mayor General.
Actualmente es el tercer rango más alto de oficiales generales en el Ejército Alemán (Heer), la Fuerza Aérea Alemana (Luftwaffe). Este rango también se usa en las Fuerzas Armadas de Austria, pero se abrevia como GenMjr.

Insignia de las Fuerzas Aéreas.

Históricamente, los rangos del ejército alemán para sus generales anteriores a 1945 fueron compensados por uno de la nomenclatura occidental. Así, antes de 1945, el rango de mayor general en el ejército alemán era equivalente al rango de general de brigada en el Oeste, y así sucesivamente.

## Rango
El rango está clasificado OF-7 en la OTAN, y tiene un grado B7 en las reglas de pago del Ministerio Federal de Defensa. Es equivalente a Konteradmiral en la Armada alemana (Marina) o al Generalstabsarzt, y Admiralstabsarzt en el Zentraler Sanitätsdienst der Bundeswehr.

## Insignia del rango
En las correas de los hombros (Heer, Luftwaffe) hay dos pepitas doradas (estrellas) con hojas de roble doradas.
| Heer                                                                                       | Luftwaffe                                                        | Uniforme de servicio                   |
| ------------------------------------------------------------------------------------------ | ---------------------------------------------------------------- | -------------------------------------- |
| - Generalmajor (field suit) - Generalmajor (retired) - General-stabsarzt (dental medicine) | - Generalmajor (field suit) - General-stabsarzt (human medicine) | - Arabesque (right) - Arabesque (left) |

Secuencia de rangos ascendentes del Bundeswehr

## Generalmajor de la Wehrmacht
El rango de Generalmajor (es: Mayor General) existía en el Reich alemán, y en la Alemania nazi el rango más bajo de general, comparable al rango de una estrella en muchas fuerzas armadas de la OTAN (Rangcode OF-6). Era equivalente a Konteradmiral en la Kriegsmarine, y a SS-Brigadeführer en las Waffen-SS hasta 1945.
Para el uso de este rango de una estrella en las fuerzas armadas modernas de la OTAN, ver general de brigada.
Insignia de rango de un Generalmajor
| Rama   | Ejército Alemán | Luftwaffe    | Waffen-SS        |
| ------ | --------------- | ------------ | ---------------- |
| Cuello |                 |              |                  |
| Hombro |                 |              |                  |
| Manga  |                 |              |                  |
| Nombre | Generalmajor    | Generalmajor | SS-Brigadeführer |

Secuencia de rangos ascendentes
- Datos: Q16009153